# Phylanticus
Phylanticus är ett släkte av skalbaggar. Phylanticus ingår i familjen vivlar.
Kladogram enligt Catalogue of Life:
| Phylanticus | \| \| Phylanticus cruciatus \| \| \| \| \| \| Phylanticus leucopictus \| \| \| \| |
|             | \| \| Phylanticus cruciatus \| \| \| \| \| \| Phylanticus leucopictus \| \| \| \| |
|             | Phylanticus cruciatus                                                             |
|             |                                                                                   |
|             | Phylanticus leucopictus                                                           |
|             |                                                                                   |